# Shane Douglas
Pour les articles homonymes, voir Douglas.
Troy Shane Martin (né le 21 novembre 1964 à New Brighton, Pennsylvanie) est un catcheur (lutteur professionnel) américain connu sous son nom de ring de Shane Douglas.
Il se fait connaitre au début des années 1990 à la World Championship Wrestling (WCW) où il devient champion du monde par équipe de la WCW et champion du monde par équipe de la National Wrestling Alliance (NWA) avec Ricky Steamboat. Il rejoint ensuite l'Eastern Championsip Wrestling / Extreme Championship Wrestling (ECW) en 1993 où il refuse d'être le champion du monde poids-lourds de la NWA après sa victoire dans un tournoi le 27 août 1994 préférant être le champion poids-lourds de l'ECW. Cette storyline amène au changement de nom de la fédération en Extreme Championship Wrestling. À l'ECW, il détient à quatre reprises le champion du monde poids-lourds de l'ECW (dont une fois où le titre s'appelle simplement championnat poids-lourds). En 1995, il est champion intercontinental de la World Wrestling Federation pendant une journée. Il retourne à la WCW en 1999 où il a un second règne de champion du monde par équipe avec Buff Bagwell et est pendant moins d'une journée champion hardcore de la WCW.

## Jeunesse
Après le lycée, Martin étudie au Bethany College (en) en Virginie-Occidentale où il obtient un bachelor en histoire et sciences politiques en 1986.

## Carrière

### Débuts (1982-1987)
Martin s'entraîne auprès de Dominic DeNucci à Pittsburgh, aux côtés de Mick Foley vers le milieu des années 1980. Il commence sa carrière en novembre 1982 alors qu'il est encore au Bethany College (en) dans des fédérations de Géorgie sous le nom de Troy Orndorff et se présente comme le cousin de Paul Orndorff. Il change ensuite de nom de ring pour Shane Douglas.
En 1986, il est jobber pour la World Wrestling Federation (WWF) sous son véritable nom et affronte le 13 septembre Randy Savage dans un match pour le champion intercontinental de la WWF que ce dernier remporte rapidement. Il y lutte ensuite sous le nom de Mike Kelly.
En 1987, il rejoint l'Universal Wrestling Federation (UWF), une fédération de l'Oklahoma et travaillant sur une partie du Sud des États-Unis, où il devient champion Télévision de l'UWF le 3 août après sa victoire sur Eddie Gilbert (en). Il garde ce titre jusqu'au 2 septembre où Terry Taylor (en) met fin à son règne.

### Mid-Atlantic Championship Wrestling / World Championship Wrestling (1988-1990)
L'Universal Wrestling Federation ferme ses portes fin 1987, Douglas rejoint la Mid-Atlantic Championship Wrestling (en) en 1988 devenu World Championship Wrestling un an plus tard.
En mai 1989, il commence à faire équipe avec Johnny Ace avec qui il forme les Dynamic Dudes, une équipe qui entre sur des skateboards, et battent le 7 mai à WrestleWar (en) la Samoan Swat Team (Fatu et Samu (en)). Ils participent au tournoi pour désigner les nouveaux champions du monde par équipe de la National Wrestling Alliance (NWA) où ils éliminent Jacko Victory et Rip Morgan en quart de finale le 6 juin avant de se faire éliminer par les Fabulous Freebirds (Jimmy Garvin et Michael Hayes) huit jours plus tard,. Ils obtiennent un match pour le championnat du monde par équipe de la NWA le 28 octobre durant Halloween Havoc où ils perdent face aux Fabulous Freebirds. Le 25 février à WrestleWar (en) ils perdent un match face à Buzz Sawyer et Kevin Sullivan. Il quitte la WCW peu de temps après.

### World Wrestling Federation (1990-1991)
Douglas rejoint la World Wrestling Federation début juin 1990 et au cours du reste de l'année il ne lutte qu'essentiellement dans des spectacles non retransmis à la télévision.
Le 19 janvier durant le Royal Rumble, il participe au Royal Rumble match où il entre en 17e position et se fait éliminer par Brian Knobbs. Il quitte la WWF quelques mois plus tard pour être au chevet de son père qui est mourant.

### Deuxième passage à la World Championship Wrestling (1992-1993)
Douglas retourne à la World Championship Wrestling (WCW) en septembre 1992. Le 18 novembre, il fait équipe avec Ricky Steamboat avec qui il devient champion du monde par équipe de la WCW et de la National Wrestling Alliance après leur victoire sur Barry Windham et Dustin Rhodes. Ils conservent leur titre le 28 décembre durant Starrcade face à Barry Windham et Brian Pillman.
Le 13 janvier 1993, Pillman change d'équipier et avec Steve Austin où Austin frappe Douglas avec une des ceintures de champion causant ainsi la disqualification du duo Pillman-Austin. C'est finalement face à eux qu'ils perdent le titre le 2 mars durant l'enregistrement de WCW Worldwide diffusé le 27 mars. Douglas quitte la fédération en avril.

### Eastern Championship Wrestling / Extreme Championship Wrestling (1993-1995)
Douglas rejoint l'Eastern Championship Wrestling (ECW) durant l'été 1993. Il y devient rapidement champion poids-lourds de l'ECW après sa victoire sur Tito Santana le 9 septembre. Son règne s'arrête le 2 octobre après sa défaite face à Sabu. Le 14 décembre, il remplace Johnny Gunn comme équipier de Tommy Dreamer qui défend le championnat par équipes de l'ECW face à Kevin Sullivan et The Tazmaniac. Douglas trahit son partenaire du soir en lui donnant un coup de chaîne au visage causant la défaite de Dreamer qu'il attaque avec Sullivan et Tazmaniac après le match.
Il tente de récupérer le championnat poids-lourds le 5 février 1994 mais son combat l'opposant à Sabu et le champion Terry Funk se termine par une égalité après avoir atteint la limite de temps d'une heure. Il y parvient le 16 mars après la victoire de son équipe composée de Mr. Hughes (en), Johnny Grunge et Rocco Rock face à celle de Funk (Road Warrior Hawk, Kevin Sullivan et The Tazmaniac) dans un War Games match,. L'ECW étant la principale fédération membre de la National Wrestling Alliance (NWA), elle organise le 27 août un tournoi pour désigner le nouveau champion du monde poids-lourds de la NWA. Il remporte ce tournoi en éliminant The Tazmaniac, Dean Malenko et Too Cold Scorpio en finale. Après sa victoire en finale il refuse le titre en déclarant :

« Ils [les anciens champions du monde poids-lourds de la NWA] peuvent tous embrasser mon cul. Je ne suis pas l'homme qui accepte de prendre le flambeau d'une organisation morte il y a sept ans. Shane Douglas, est l'homme qui allume la flamme nouvelle du sport et du catch. Ce soir, devant Dieu et mon père comme témoin, je me déclare champion du monde poids-lourds de l'ECW. »

Ce discours coécrit avec Tod Gordon (en) et Paul Heyman, le propriétaire et le booker de l'ECW, marque le changement de nom de la fédération en Extreme Championship Wrestling. Cette décision s'explique aussi par la jalousie de Dennis Coralluzzo, le président de la NWA et promoteur à New York, à l'égard de l'ECW avant le tournoi.
En 1995, il devient le leader du clan Triple Threat composé de Chris Benoit et Dean Malenko. Il conserve son titre de champion du monde poids-lourds de l'ECW face à Tully Blanchard le 4 février puis Marty Jannetty trois semaines plus tard,. Il est ensuite le rival de The Sandman qu'il affronte le 8 avril et où Woman, la valet du Sandman, trahit son client en aidant Douglas. Une semaine plus tard, Woman donne un coup de shinai au mollet qui provoque sa chute et permet au Sandman de devenir champion du monde poids-lourds. Il tente de récupérer ce titre sans succès le 13 mai. Quelques semaines plus tard, Douglas quitte l'ECW pour rejoindre la World Wrestling Federation.

### World Wrestling Federation (1995)
Au cours de son deuxième passage à la World Wrestling Federation (WWF), il change de nom de ring pour s'appeler Dean Douglas et incarne un professeur. Au cours de son passage, des tensions apparaissent en coulisse avec Shawn Michaels. Ce dernier ne veut pas perdre son titre intercontinental face à Douglas et souhaite même lui mettre des batons dans les roues. Il devient champion intercontinental de la WWF le 22 octobre au cours de In your House 4: Great White North après le forfait de Michaels. Son règne s'arrête ce soir là après sa défaite face à Razor Ramon. Il quitte la WWF à la fin de l'année.

### Retour à l'Extreme Championship Wrestling (1996-1999)
Douglas retourne à l'Extreme Championship Wrestling (ECW) début 1996.

### Retour à la WCW
Des différences avec Paul Heyman ont conduit au départ de la Franchise de l'ECW pour la WCW début 1999. À son arrivée à la WCW, il promettait de « mettre fin au cancer » de la WCW, le cancer étant Ric Flair (avec qui il ne s'entendait pas en vrai). Il se réunissait avec les anciens membres du Triple Threat Chris Benoit et Dean Malenko, avec l'ancien catcheur de la ECW Perry Saturn, pour former The Revolution. Asya était leur manager.
Douglas avait une rivalité à l'écran avec Ric Flair, qui était l'unde ses cibles favorites dans ses entrevues à la ECW. Cependant, le clan ne s'est jamais montré vraiment dominant et ne s'en n'est jamais pris aux catcheurs principaux de la WCW, ce qui ne les mettaient donc pas en avant, alors que Benoit et Malenko devenaient de plus en plus mis en avant en solo. Il faisait partie du clan New Blood lancé par Vince Russo et Eric Bischoff qui rivalisait avec celui du Millionaire's Club. Il remportait le titre par équipe (avec Buff Bagwell), le Titre Hardcore et le United States Championship au moment où Torrie Wilson était sa manager. D'ailleurs, il devait quitter une nouvelle fois la WCW en janvier 2000 car, lui et les autres personnes étaient tous mécontents de la politique de la WCW dont Chris Benoit, Dean Malenko, Eddie Guerrero, Billy Kidman, Perry Saturn, Konnan et quelques autres. En effet, depuis 1996 presque tous les jeunes talents n'ont pas eu d'expositions au main event et sont souvent éloignés dans chacun des main events malgré le venu de Vince Russo et de Ed Ferrara pour les pusher. Mais certains personnes ne pouvaient pas quitter le navire car ils ont eu des problèmes avec la WWF comme Douglas qui avait eu des problèmes avec eux et la Kliq même s'il y a eu le reste du Kliq qui sont pas restés à la WWF dont Nash et Hall et Konnan qui avait été à la WWF en 1992 lorsqu'il catchait sous le nom de Max Moon avait aussi des problèmes avec Vince Mcmahon pour causes de discrimination ou d'autres raisons comme Kidman qui ne peut quitter la WCW car, les dirigeants le voyaient restés et revoyaient son hausse de son contrat.

### Total Nonstop Action Wrestling
À la suite de la fermeture de la XPW, Douglas a eu un court passage à la World Wrestling All-Stars avant de s'engager à la Total Nonstop Action Wrestling (TNA) en juin 2003. Quand il débutait à la TNA, il reprenait immédiatement son ancienne rivalité avec Raven. Les deux finissaient par rejoindre deux factions différentes (The New Church pour Douglas, The Gathering pour Raven) et s'affrontaient à l'été 2003.
Quand la rivalité s'achevait, Douglas quittait les New Church et débutait une quête aux côtés de sa nouvelle manager Tracy, pour trouver The NEW Franchise. Il décidait d'accueillir Michael Shane qu'il prenait sous ses ailes fin 2003 et début 2004. Cependant, quand l'équipe de Shane et Douglas se séparait, Douglas se dirigeait vers une semi-retraite, devenant commentateur et interviewer dans le show télévisé hebdomadaire de la TNA, iMPACT!, et dans les pay-per-views. En plus de ce rôle à l'écran, il travaillait dans les coulisses comme agent et scripteur.
En 2005, Douglas organisait (alors qu'il travaillait toujours avec la TNA) un show de réunion de la ECW appelé Hardcore Homecoming. Lors de l'évènement inaugural le 10 juin, il perdait un Three-Way dance barbed wire rope match contre Sabu, qui incluait aussi Terry Funk. Le show passait sous la forme d'un "Tour de Réunion" au mois de septembre, avec deux shows d'organisés. À ces deux shows, il s'imposait dans un Three-Way dance contre Jerry Lynn et Sabu à Cleveland, et contre Pitbull #1 à Pittsburgh. Hardcore Homecoming organisait son dernier gala (prmu November Reign) le 5 novembre, où Douglas perdait un Dog-Collar match contre Pitbull #1.
En 2006, Shane Douglas s'inscrit en cure de désintoxication à la suite d'un excès d'antalgiques (voir ci-dessus).
Il retournait à la télévision le 18 mai à iMPACT!. Pendant une promo où il offrait ses services à la renaissante ECW façon WWE, il montrait sa remontrance envers Vince McMahon pour "exploiter la mémoire" de la fédération qu'il a aidé à construire dans les 15 dernières années. Il était le manager des Naturals jusqu'à ce qu'il se retourne contre eux le 21 décembre à iMPACT!, après que les Naturals perdaient face à la Team 3D dans un Tables Match, Douglas disant, "Cette expérience est terminée." Cependant le 8 février 2007, lui et Andy Douglas (aucun lien de parenté), venaient aider Chase Stevens après qu'il fut attaqué par Abyss, qui s'en est pris aux Naturals et à leur manager plus tard cette nuit.

## Palmarès
- American Pro Wrestling Alliance (APWA)
  - 1 fois champion du monde poids-lourds de l'APWA[34]

- Big Time Wrestling (BTW)
  - 2 fois champion poids-lourds de la BTW[35]

- Border City Wrestling (BCW)
  - 1 fois champion poids-lourds Can-Am de la BCW[36]

- Busted Knuckle Pro Wrestling (BKPW)
  - 1 fois champion poids-lourds de la BKPW[37]

- Eastern/Extreme Championship Wrestling (ECW)
  - 4 fois champion poids lourds / champion du monde poids-lourds de l'ECW[38]
  - 2 fois champion du monde Télévision de l'ECW[39]
  - 1 fois NWA World Heavyweight Championship

- International Wrestling Association
  - 1 fois IWA Heavyweight Champion (Ohio version)

- Major League Wrestling
  - 1 fois MLW Heavyweight Championship (premier Champion)

- Midwest Wrestling United
  - 1 fois MWU Heavyweight Championship

- New Era Wrestling
  - 2 fois NEW Northeast Heavyweight Championship

- North American Wrestling Alliance
  - 1 fois NAWA Heavyweight Championship

- Pro Wrestling Xpress
  - 1 fois PWX Heavyweight Championship

- Southeastern Championship Wrestling
  - 1 fois NWA Southeast Continental Tag Team Championship avec Lord Humongous

- Southern Championship Wrestling
  - 1 fois SCW Heavyweight Champioonship

- Superstar Wrestling Federation
  - 1 fois SWF Heavyweight Championship

- USA Pro Wrestling
  - 1 fois USA Pro Wrestling Heavyweight Championship

- United States Wrestling League
  - 1 fois USWL Unified Heavyweight Championship

- Universal Wrestling Federation
  - 1 fois UWF Television Championship

- World Championship Wrestling
  - 1 fois NWA World Tag Team Championship  avec Ricky Steamboat
  - 1 fois WCW Hardcore Championship
  - 1 fois WCW United States Heavyweight Championship
  - 2 fois WCW World Tag Team Championship avec Ricky Steamboat (1) et Buff Bagwell (1)

- World Wrestling Federation
  - WWF Intercontinental Championship (1 fois)

- Xtreme Pro Wrestling
  - XPW World Heavyweight Championship (1 fois)

## Récompenses des magazines
- Pro Wrestling Illustrated
  - 3e Rookie de l'année 1987[40]
  - 4e catcheur le plus inspiré de l'année 1998[40]

| Année | 1991 | 1992 | 1993 | 1994 | 1995 | 1996 | 1997 | 1998 | 1999 | 2000 | 2001       | 2002 | 2003 | 2004 |
| ----- | ---- | ---- | ---- | ---- | ---- | ---- | ---- | ---- | ---- | ---- | ---------- | ---- | ---- | ---- |
| Rang  | 171  | 245  | 72   | 32   | 28   | 20   | 42   | 30   | 98   | 58   | Non classé | 149  | 166  | 180  |